# Banyallarga sylvana
Banyallarga sylvana là một loài Trichoptera trong họ Calamoceratidae. Chúng phân bố ở vùng Tân nhiệt đới.